# Laemophloeus lucanoides
Laemophloeus lucanoides is een keversoort uit de familie dwergschorskevers (Laemophloeidae). De wetenschappelijke naam van de soort werd in 1851 gepubliceerd door Andrew Smith.